# Place Do-Huu-Vi
La place Do-Huu-Vi est une voie située dans le 16e arrondissement de Paris, en France.

## Situation et accès
La place se situe au croisement de l'avenue de Versailles et du quai Louis-Blériot.

## Origine du nom
La voie porte le nom de Đỗ Hữu Vị (1883-1916), officier français originaire de Cochinchine,.